# 2051 Chang
2051 Chang è un asteroide della fascia principale. Scoperto nel 1976, presenta un'orbita caratterizzata da un semiasse maggiore pari a 2,8396097 UA e da un'eccentricità di 0,0792294, inclinata di 1,34807° rispetto all'eclittica.
L'asteroide è dedicato all'astronomo cinese Yu-Che Chang.